# Víbora-europeia-comum
A víbora-europeia-comum (Vipera berus) é uma espécie de réptil da família das víboras, nativa da Europa e da Ásia.

## Descrição
As víboras-europeias-comuns são animais solitários, diurnos, carnívoros, com um comprimento até 49 cm. A sua mordida raramente é fatal.

## Subespécies
Há cinco subespécies de víboras-europeias-comuns:
- V. b. barani
- V. b. berus (espécie-tipo)
- V. b. bosniensis
- V. b. marasso
- V. b. sachalinensis